# Episodi de La leggenda di Tarzan
La serie televisiva animata La leggenda di Tarzan è composta da 39 episodi suddivisi in due stagioni (rispettivamente da 36 e 3 episodi), trasmessi in prima visione sul canale statunitense UPN dal 3 settembre al 14 ottobre 2001 (prima stagione) e dal 3 al 5 febbraio 2003 (seconda stagione). La serie rappresenta un sequel del film Tarzan (1999).
Dagli episodi della seconda stagione (Un indimenticabile picnic, Un diamante per Jane e L'amico d'infanzia) è stato tratto il film home video Tarzan & Jane. Si ritiene che questi episodi siano ambientati prima o durante la prima stagione, poiché alcuni personaggi appaiono per la prima volta in questi episodi, perciò l'esatto ordine cronologico generale è sconosciuto.
| N° | Titolo originale            | Titolo italiano                     | Prima TV USA      | Prima TV Italia |
| -- | --------------------------- | ----------------------------------- | ----------------- | --------------- |
| 1  | The Race Against Time       | Corsa contro il tempo               | 3 settembre 2001  | 2003            |
| 2  | The Trading Post            | Lo spaccio                          | 4 settembre 2001  | 2003            |
| 3  | The Lost Cub                | Il cucciolo smarrito                | 5 settembre 2001  | 2003            |
| 4  | The Lost City of Opar       | La città persa di Opar              | 6 settembre 2001  | 2003            |
| 5  | The Fugitives               | I fuggitivi                         | 7 settembre 2001  | 2003            |
| 6  | The Rogue Elephant          | L'elefante solitario                | 9 settembre 2001  | 2003            |
| 7  | The Poisoned River (Part 1) | Il fiume avvelenato (prima parte)   | 10 settembre 2001 | 2003            |
| 8  | The Poisoned River (Part 2) | Il fiume avvelenato (seconda parte) | 11 settembre 2001 | 2003            |
| 9  | The Enemy Within            | L'infiltrato                        | 12 settembre 2001 | 2003            |
| 10 | The Fountain                | La fonte                            | 13 settembre 2001 | 2003            |
| 11 | The Hidden World            | Il mondo perduto                    | 14 settembre 2001 | 2003            |
| 12 | The Rift                    | Amici per la pelle                  | 16 settembre 2001 | 2003            |
| 13 | The Giant Beetles           | Gli scarabei giganti                | 17 settembre 2001 | 2003            |
| 14 | The Jungle Madness          | Giungla impazzita                   | 18 settembre 2001 | 2003            |
| 15 | The Protege                 | Iperprotetto                        | 19 settembre 2001 | 2003            |
| 16 | The Leopard Men Rebellion   | La ribellione degli uomini leopardo | 20 settembre 2001 | 2003            |
| 17 | The Rough Rider             | Il presidente                       | 21 settembre 2001 | 2003            |
| 18 | The Seeds of Destruction    | Il rampicante della discordia       | 23 settembre 2001 | 2003            |
| 19 | The Silver Ape              | La grande scimmia d'argento         | 24 settembre 2001 | 2003            |
| 20 | The Challenger              | La sfida                            | 25 settembre 2001 | 2003            |
| 21 | The Outbreak                | La famiglia prima di tutto          | 26 settembre 2001 | 2003            |
| 22 | The Silver Screen           | Realtà e finzione                   | 27 settembre 2001 | 2003            |
| 23 | The Beast From Below        | Il mostro                           | 28 settembre 2001 | 2003            |
| 24 | The All-Seeing Elephant     | L'elefante onniveggente             | 30 settembre 2001 | 2003            |
| 25 | The New Wave                | L'eclettico Henry                   | 1º ottobre 2001   | 2003            |
| 26 | The Lost Treasure           | Partita a scacchi                   | 2 ottobre 2001    | 2003            |
| 27 | The Return of La            | Il ritorno di La                    | 3 ottobre 2001    | 2003            |
| 28 | One Punch Mulligan          | Un pugno Mullargan                  | 4 ottobre 2001    | 2003            |
| 29 | The Missing Link            | L'anello mancante                   | 5 ottobre 2001    | 2003            |
| 30 | The Prison Break            | L'evasione                          | 7 ottobre 2001    | 2003            |
| 31 | The Eagle’s Feather         | La piuma dell'aquila                | 8 ottobre 2001    | 2003            |
| 32 | The Face From the Past      | Un favore da ricambiare             | 9 ottobre 2001    | 2003            |
| 33 | The Caged Fury              | Nemici leali                        | 10 ottobre 2001   | 2003            |
| 34 | The Gauntlet of Vengeance   | Una vendetta da cancellare          | 11 ottobre 2001   | 2003            |
| 35 | The Mysterious Visitor      | L'ispirazione                       | 12 ottobre 2001   | 2003            |
| 36 | Tublat’s Revenge            | La vendetta di Tublat               | 14 ottobre 2001   | 2003            |
| 37 | The British Invasion        | Un indimenticabile picnic           | 3 febbraio 2003   | 2003            |
| 38 | The Volcanic Diamond Mine   | Un diamante per Jane                | 4 febbraio 2003   | 2003            |
| 39 | The Flying Ace              | L'amico d'infanzia                  | 5 febbraio 2003   | 2003            |

## Corsa contro il tempo
- Titolo originale: The Race Against Time
- Diretto da: Nick Filippi
- Scritto da: Gary Sperling

Terk inizia a sentirsi gelosa quando Tarzan inizia a passare più tempo con Jane che con lei e Tantor. Un giorno Tarzan viene morso da un ragno velenoso: l'unica cura per il veleno è il fiore di Mububu, che si trova in cima a una cascata. Terk pensa che Jane non sia adatta alla vita nella giungla e non riuscirà a recuperare il fiore, ma quando le condizioni di Tarzan peggiorano sempre di più, le due si rendono conto che devono mettere da parte le loro divergenze se vogliono portare l'antidoto al professor Porter.

## Lo spaccio
- Titolo originale: The Trading Post
- Diretto da: Nick Filippi
- Scritto da: Eddie Guzelian

Renard Dumont, un ricco magnate francese, fa costruire uno spaccio lungo la costa dove vivono Tarzan e la sua famiglia. I protagonisti consentono ai nuovi arrivati di rimanere, ma si rendono presto conto che la costruzione dello spaccio ha fatto sloggiare il branco di rinoceronti dalla loro zona di approvvigionamento invadendo le terre dei gorilla. Tarzan cerca di risolvere diplomaticamente la situazione con il branco, ma viene ferito. Quando lo spostamento dei gorilla sembra inevitabile, Tarzan chiede a Dumont della dinamite che usa per reindirizzare un flusso idrico e creare un nuovo abbeveratoio per i rinoceronti.

## Il cucciolo smarrito
- Titolo originale: The Lost Cub
- Diretto da: Don MacKinnon
- Scritto da: Michael Ryan

Mentre lava i suoi vestiti presso un fiume, Jane trova un cucciolo di leopardo solo e affamato, e convince Tantor, Kala, Terk e gli altri gorilla a badare a lui mentre cerca di convincere Tarzan a tenerlo. All'inizio Tarzan rifiuta l'idea e vuole che il cucciolo sia lasciato solo nella giungla (a causa del suo odio per i leopardi, dato che Sabor uccise i suoi genitori), ma Jane gli ricorda di come Kala l'ha accudito, e Tarzan accetta con riluttanza. Il cucciolo è molto giocoso ma, quando Terk e Tantor lo perdono di vista, fa arrabbiare dei babbuini che invadono la casa sull'albero di Tarzan e Jane. Scacciati i babbuini, Jane si convince che il cucciolo debba essere restituito ai suoi simili, e parte insieme a Kala. Mentre vengono attaccate da un branco di leopardi, il cucciolo ritrova sua madre dentro una grotta e interviene per aiutare Jane e Kala, raggiunte nel frattempo da Tarzan, il professor Porter, Terk e Tantor. Tarzan ammette infine di essersi sbagliato sul fatto che un leopardo non sia in grado di andare contro il proprio istinto.

## La città persa di Opar
- Titolo originale: The Lost City of Opar
- Diretto da: Nick Filippi
- Scritto da: Bill Motz, Bob Roth

Durante le sue ricerche sulla flora, il professor Porter viene fatto prigioniero da degli uomini leopardo. Tarzan, Jane, Terk e Tantor lo rintracciano nella mitica città perduta di Opar, governata dall'affascinante regina La, che desidera un compagno. La s'innamora di Tarzan dopo averlo visto combattere per salvare il professore, ma lui la respinge essendo innamorato di Jane, anche dopo essere stato minacciato. Allora La promette di rifarsi viva.

## I fuggitivi
- Titolo originale: The Fugitives
- Diretto da: Don MacKinnon
- Scritto da: Liz Friedman, Vanessa Place

Tarzan e Jane soccorrono e accolgono al campo Hugo e Hooft, due disertori della legione straniera francese guidata dal severo luogotenente colonnello Staquait. Per un po' i due vivono nel completo ozio, ma quando Staquait e i soldati raggiungono il campo Jane li denuncia, solo per rendersi conto che il loro crimine è stato rifiutarsi di bruciare un intero villaggio. Tarzan e Jane si rendono perciò conto che il vero criminale è Staquait. Tarzan quindi salva Hugo e Hooft dalla ghigliottina, facendoli in seguito assumere da Dumont presso il suo spaccio.

## L'elefante solitario
- Titolo originale: The Rogue Elephant
- Diretto da: Sean Bishop
- Scritto da: Mirith Colao

Il piccolo Jabari e molti altri elefanti sono costretti a trasferirsi nelle vicinanze di Tarzan per sfuggire al rabbioso e solitario Mabaya. Jabari fa amicizia con Tantor, legati dalla loro reciproca paura delle cose, tuttavia, quando Jabari dice che Mabaya è impazzito dopo aver mangiato le violette africane, Tantor (nonostante abbia mangiato questi fiori per anni) crede di star impazzendo e distruggendo l'ambiente intorno a sé, mentre invece è stato Mabaya, passato durante una sua dormita. Tantor s'inoltra nella giungla e assume un atteggiamento aggressivo, pensando di essere diventato come Mabaya. Jabari viene a sapere dai suoi genitori che in realtà le violette africane non provocano la pazzia, quindi va a cercare Tantor e gli spiega la verità. Tarzan sopraggiunge per salvarli da Mabaya, e Tantor supera le proprie paure per aiutarlo a cacciarlo via.

## Il fiume avvelenato (prima parte)
- Titolo originale: The Poisoned River (Part 1)
- Diretto da: Don MacKinnon
- Scritto da: Peter Gaffney

Il professor Porter analizza l'acqua di un fiume bevuta da Tantor, scoprendo che è avvelenata. Tarzan e i suoi amici convincono Dumont a prestargli la sua barca per risalire il fiume e scoprire la fonte dell'inquinamento, poiché esso influenzerà negativamente il commercio e la vita del luogo. Tarzan, Jane e il professor Porter risalgono il fiume, ma a un certo punto la barca salta in aria dopo lo scoppio della caldaia causata dai colpi degli ippopotami malati. Qualche ora dopo nella giungla Tarzan incontra Basuli, figlio del capo Keewazi della tribù Waziri, dal quale apprende che gli stranieri hanno scavato nella vicina montagna. Basuli mostra a Tarzan una misteriosa caverna a forma di teschio.

## Il fiume avvelenato (seconda parte)
- Titolo originale: The Poisoned River (Part 2)
- Diretto da: Don MacKinnon
- Scritto da: Gary Sperling

Il professor Porter capisce che l'avvelenamento è dovuto alle sostanze chimiche usate dai minatori per separare l'oro dalla pietra. Tarzan e Basuli, dopo ulteriori esplorazioni, scoprono che la grotta conduce a una miniera i cui scavi sono diretti dall'avido uomo d'affari Ian McTeague, che li cattura. Jane e il professor Porter raggiungono la miniera e si fingono funzionari del governo, ma vengono smascherati quando ritrovano Tarzan e Basuli. Il gruppo approfitta dell'intervento di Terk, Tantor e i Waziri per scappare. Viene costruita una diga che interrompe il flusso d'acqua alla miniera, e quando McTeague scopre che hanno arginato il fiume ne chiede l'abbattimento, al che i Waziri provocano un'inondazione improvvisa che distrugge la miniera. McTeague e i suoi uomini si arrendono e si ritirano.

## L'infiltrato
- Titolo originale: The Enemy Within
- Diretto da: Nick Filippi
- Scritto da: Ken Koonce e David Weimers

Tarzan e Terk trovano un gorilla ferito di nome Gobu, che è stato attaccato da un branco di iene. Terk rimane attratta da Gobu e cerca di comportarsi in maniera più femminile, venendo aiutata in questo da Jane e il professor Porter. Tarzan decide di accompagnare Gobu dalla sua famiglia, ma non sa che il gorilla ha ricevuto l'ordine dal suo capo di attirare Tarzan da lui: il capo è Tublat, un gorilla aggressivo bandito da Kerchak molti anni prima, e che ha ucciso il leader originale del suo attuale branco. Inizialmente Tarzan riesce a scappare, ma quando Tublat minaccia di far del male a Terk, torna indietro e lo affronta spalleggiato dagli altri gorilla, mettendolo in fuga. Gobu dice a Terk che lei gli piace così com'è veramente.

## La fonte
- Titolo originale: The Fountain
- Diretto da: Nick Filippi
- Storia di: Evelyn Gabai
- Scritto da: Eddie Guzelian

Il professor Porter rimane immediatamente affascinato dalla collega Robin Doyle, venuta in Africa per studiare la tribù dei Waziri insieme a Porter. Durante il loro studio, scoprono che alcuni degli uomini più anziani hanno un'età piuttosto sorprendente (dai 500 ai 700 anni), arrivando a pensare che la loro notevole longevità sia dovuta a una fonte: infatti, quando un Waziri compie 50 anni compie un viaggio per berne l'acqua, rinnovando la mente, il corpo e lo spirito. Il professor Porter confida a Tarzan di essere interessato a Robin, ma di sentirsi troppo vecchio per lei, così si propone segretamente di trovare questa fonte per ottenere la sua ammirazione e parte con Tantor. Il percorso è funestato da una tempesta di neve, così Tarzan, Jane, Robin, Basuli e Terk partono per metterli in salvo. La fonte viene trovata, ma si scopre che è fatta di semplice acqua. Inoltre, Basuli spiega che nella tradizione Waziri un solo nome viene tramandato da una generazione all'altra, perciò gli anziani si riferivano al primo della famiglia che aveva quel nome: il potere della fonte deriva dal viaggio in sé stesso. Incoraggiato dalle parole di Tantor, che loda la tempra dimostrata, il professor Porter guida il gruppo fuori dalla grotta dentro cui erano rimasti intrappolati dalla neve. Tornati al villaggio dei Waziri, Robin chiede al professor Porter di fare una passeggiata insieme.

## Il mondo perduto
- Titolo originale: The Hidden World
- Diretto da: Victor Cook
- Scritto da: Mark Palmer

Samuel T. Philander, il rivale accademico del professor Porter che spesso si prende il merito delle sue ricerche, raggiunge l'Africa credendo che Porter abbia fatto una scoperta eccezionale, anche perché è lontano da molto tempo. Tarzan, notando la frustrazione del suocero per non aver fatto scoperte notevoli, gli racconta di una pericolosa terra nascosta dove vivono ancora i dinosauri, che le scimmie chiamano Pellucidar. Anche Philander giunge a Pellucidar (dove già si trovano Tarzan, Jane e il professor Porter) per documentare l'esistenza dei dinosauri. Il professor Porter ruba un uovo di Tyrannosaurus rex, suscitando la furia della madre, che li insegue fino a quando Porter le restituisce il cucciolo neonato e loro tornano in superficie. Philander torna a Londra per svelare che i dinosauri esistono ancora, solo per scoprire invece che il rullino della sua macchina fotografica era già stato tutto usato da un cucciolo di babbuino, Manù.

## Amici per la pelle
- Titolo originale: The Rift
- Diretto da: Don MacKinnon
- Scritto da: Leslie Nordman

Dania, la nuova fidanzata di Tantor, pensa che Terk sia troppo invadente, e dal canto suo Terk si sente esclusa dalla loro complicità e cerca di separarli. Nel frattempo, Tarzan scopre che nella giungla sono arrivati dei bracconieri, i quali catturano Terk. Quando Tantor lo viene a sapere parte subito in cerca dell'amica, nonostante l'indifferenza di Dania, con cui si lascia. Tarzan e Tantor liberano Terk, e gli ultimi due tornano a essere amici come prima.

## Gli scarabei giganti
- Titolo originale: The Giant Beetles
- Diretto da: Victor Cook
- Scritto da: Carl Ellsworth

Tantor e Terk accompagnano il professor Porter in una spedizione per studiare dei fiori giganti. Con loro goffaggine finiscono quasi per combinare un disastro, liberando inavvertitamente degli scarabei su cui si riversa un liquido vegetale (che il professor Porter sta usando per degli esperimenti). Tantor vorrebbe confessare il fatto al professor Porter, ma Terk preferisce nascondere la verità. Non passa però molto tempo prima che la verità venga a galla. Gli scarabei giganti diventano sempre più aggressivi e attaccano anche lo spaccio, ma Tarzan salva Dumont e gli altri lavoratori. Tantor si "traveste" da scarabeo femmina e attira gli esemplari verso il monte coi fiori giganti, dove si stabiliscono.

## Giungla impazzita
- Titolo originale: The Jungle Madness
- Diretto da: Victor Cook
- Scritto da: Madellaine Paxson

Tarzan e Jane notano che lo spaccio sta crescendo e modernizzandosi, e che la giungla è stranamente tranquilla senza che si sentano i versi degli animali. Quando tornano a casa, scoprono che la casa sull'albero è in rovina così come il campo del professor Porter, che è scomparso. Terk e Tantor si lamentano dicendo di avvertire un ronzio nelle loro teste, e comportandosi violentemente. Tarzan e Jane si trovano in fuga per salvarsi la pelle dopo che gli animali della giungla gli si rivoltano contro in preda a una rabbia psicotica. Più tardi Tarzan scopre che il ronzio avvertito dagli animali è dovuto alla recente installazione di una torre di trasmissione presso lo spaccio. Dopo che Tarzan induce gli animali a distruggere la torre, essi tornano quelli di prima.

## Iperprotetto
- Titolo originale: The Protege
- Diretto da: Nick Filippi
- Scritto da: Randy Rogel

La dottoressa Robin Doyle torna nella giungla, stavolta portando con sé il suo introverso nipote Ian. Tarzan fa amicizia con il ragazzo, al punto che Ian si comporta quasi esattamente come lui, con disappunto di Jane. Nel frattempo, il professor Porter e Robin trascorrono del tempo insieme, ma Robin si allarma quando vede la spericolatezza di Ian e i pericoli a cui rischia di andare incontro, come l'inseguimento da parte di diversi animali selvatici. Una notte, Ian si allontana dall'iperprotettiva zia, ma il mattino seguente viene inseguito da un branco di babbuini, venendo tratto in salvo da Tarzan, che li fa cadere in un fiume tagliando una liana. Prima di ripartire, Robin promette al professor Porter di rincontrarsi ad un convegno, mentre Ian afferma di sentirsi più sicuro di sé.

## La ribellione degli uomini leopardo
- Titolo originale: The Leopard Men Rebellion
- Diretto da: Victor Cook
- Scritto da: Ken Koonce e David Weimers

Quando gli uomini leopardo rapiscono Jane, per salvarla Tarzan deve fare affidamento sull'aiuto della regina La, che dichiara di essere stata bandita da Opar dagli uomini leopardo, che le hanno anche sottratto lo scettro magico. Jane viene trasformata dallo scettro nella nuova sovrana di Opar, ma La riottiene l'arnese collaborando con Tarzan, poi punisce gli uomini leopardo per la loro ribellione. Jane spiega a Tarzan che gli uomini leopardo l'avevano rapita perché speravano che li liberasse dalla prigionia. Tarzan torna a Opar con i suoi amici e, grazie anche all'aiuto degli uomini leopardo, sconfigge La facendola (apparentemente) polverizzare, mentre gli stessi uomini leopardo tornano ad essere semplici animali. Infine, Opar viene distrutta.

## Il presidente
- Titolo originale: The Rough Rider
- Diretto da: Don MacKinnon
- Scritto da: Marv Wolfman

L'ex presidente degli Stati Uniti d'America Theodore Roosevelt è in un safari in Africa quando diventa l'obiettivo di un complotto per rapimento, al fine di ricattare il Governo degli Stati Uniti d'America. Tocca soprattutto a Tarzan accorrere per salvarlo e far arrestare i rapitori.

## Il rampicante della discordia
- Titolo originale: The Seeds of Destruction
- Diretto da: Nick Filippi
- Scritto da: Robert Askin

Quando lo stagno degli elefanti diventa puzzolente a causa della vegetazione in decomposizione dopo forti piogge, Jane pianta un rampicante fiorito dall'odore dolce, anche se non autoctono. Il rampicante cresce senza controllo, causando un disastro ecologico che porta a una guerra tra gli elefanti (scacciati dal loro territorio di alimentazione dal rampicante) e i gorilla (convinti da Tarzan a condividere il loro territorio con i primi). Nonostante gli sforzi di Jane e di suo padre, le cose peggiorano e spetta a Jane, con l'aiuto di Tarzan, rimediare al suo errore.

## La grande scimmia d'argento
- Titolo originale: The Silver Ape
- Diretto da: Don MacKinnon
- Scritto da: John Behnke, Rob Humphrey e Jim Peterson

Philander torna in Africa per ripagare i suoi creditori britannici, e questa volta scopre delle miracolose capacità di guarigione di Mangani, un gorilla dal pelo argentato e spirito della foresta, che Philader rinchiude in una gabbia dopo averlo attirato con un falso segnale. Quando Tarzan e il professor Porter tentano di salvare Mangani prima che la nave parta, il gorilla usa il suo potere su Tarzan, gravemente ferito dopo essere precipitato a causa di una corda tagliata. Tarzan libera Mangani e Philander torna a Londra a mani vuote.

## La sfida
- Titolo originale: The Challenger
- Diretto da: Nick Filippi
- Scritto da: Michael Merton

Il gigantesco pitone Hista sta terrorizzando i gorilla, come già fatto in passato, e la leadership della famiglia di Tarzan viene mesa in discussione soprattutto da Mojo. Tarzan e Mojo si scontrano, ma infine si alleano per sconfiggere Hista e salvare la loro famiglia, riuscendo a far finire il pitone tra le fangose sabbie mobili.

## La famiglia prima di tutto
- Titolo originale: The Outbreak
- Diretto da: Victor Cook
- Scritto da: Madellaine Paxson

Bob Markham, un ricco e vedovo industriale del legname, ha in concessione i diritti di sfruttamento su mille acri della giungla. Tarzan si oppone, ma quando la piccola Abby, figlia di Markham, e gli operai iniziano a soffrire di una grave malattia che il professor Porter ritiene sia causata da un virus latente nell'humus e risvegliato dal diboscamento, parte insieme a Markham alla ricerca degli ingredienti per l'antidoto. Manca solo un fiore, forse andato perduto per sempre nel diboscamento, tuttavia Abby ne aveva colto un esemplare usato come segnalibro. Dopo la guarigione, gli operai piantano i semi del fiore, che tornerà a proliferare nel giro di pochi mesi, e Markham risponde a Tarzan che troverà qualcosa di meno dannoso.

## Realtà e finzione
- Titolo originale: The Silver Screen
- Diretto da: Victor Cook
- Scritto da: Madellaine Paxson

Una troupe cinematografica arriva nella giungla per fare un film d'azione la cui trama ricalca la vita di Tarzan, il quale finisce per sostituire Stanley, il protagonista maschile del film. Stanley, invidioso di Tarzan per avergli soffiato il ruolo principale, cerca di distruggere le sue riprese scatenando inavvertitamente un incendio allo spaccio. Mentre Tarzan sta girando una scena nota il fumo, quindi accorre allo spaccio per aiutare Dumont e gli operai a spegnere l'incendio. Stanley racconta a Tarzan che preferisce morire piuttosto che perdere la celebrità, dato che è l'unica cosa gli resta, così Tarzan finge davanti alla troupe cinematografica di essere stato salvato Stanley, e non il contrario.

## Il mostro
- Titolo originale: The Beast From Below
- Diretto da: Don MacKinnon
- Scritto da: Ken Koonce e David Weimers

Un Velociraptor scappa da Pellucidar e raggiunge la superficie, imbattendosi in Terk, che avverte immediatamente gli amici. Seppur con alcune difficoltà, i protagonisti rispediscono il dinosauro al suo mondo e chiudono il passaggio con un enorme masso.

## L'elefante onniveggente
- Titolo originale: The All-Seeing Elephant
- Diretto da: Nick Filippi
- Scritto da: Mark Palmer

Tantor crede che esista un elefante onniveggente, e convince gli amici ad andare con lui alla sua ricerca. Il viaggio si rivela più difficile e pericoloso del previsto, così Jane e suo padre decidono di travestirsi da elefante onniveggente, ma vengono presto scoperti. Tantor ci rimane male e chiede di rimanere da solo. Tarzan, Jane, il professor Porter e Terk lo seguono sotto la pioggia battente e lungo una stretta parete rocciosa, ma improvvisamente una porzione di terreno cede. Per poter tornare indietro, Tantor fa per abbattere un tronco, colpito nello stesso istante da un fulmine. Gli amici attraversano il tronco e il cielo si rischiara, con Tantor convinto che sia stato un intervento dell'elefante onniveggente, di cui osservano la sagoma formata dalle nuvole.

## L'eclettico Henry
- Titolo originale: The New Wave
- Diretto da: Don MacKinnon
- Scritto da: Jess Winfield

Alla giungla arrivano tre amiche di Jane, Greenley, Eleanor, Hazel e anche Henry, il fidanzato geologo di Greenley. Eleanor e Hazel pensano che Henry sia "smidollato e terribilmente noioso", e hanno suggerito all'amica di portare il fidanzato nella giungla per renderlo più "uomo" e affascinante. Henry ha però l'occasione di dimostrare il proprio valore quando la fidanzata e gli altri devono inoltrarsi nella giungla a causa di maremoto scatenato a sua volta da un terremoto. Alla fine Eleanor e Hazel si scusano con Henry.

## Partita a scacchi
- Titolo originale: The Lost Treasure
- Diretto da: Nick Filippi
- Scritto da: John Behnke, Rob Humphrey e Jim Peterson

L'avido conte Nikolas Rokoff viene a conoscenza di un tesoro custodito nella valle dei leopardi e progetta d'impossessarsene. Tarzan non vuole aiutarlo, almeno finché il conte non minaccia di ferire Jane. Tarzan consegna a Rokoff una cassa dentro cui però c'è Manù, che si attacca al viso di Rokoff, mentre Terk e Tantor lanciano pietre contro i suoi scagnozzi. Dopo un breve confronto con Tarzan, Rokoff viene messo in fuga da un leopardo. Il vero tesoro viene recuperato da Manù, che lo porta dai suoi simili.

## Il ritorno di La
- Titolo originale: The Return of La
- Diretto da: Victor Cook
- Scritto da: Peter Gaffney

Mentre i protagonisti organizzano a sorpresa una partita croquet per il professor Porter, Jane trova un cerbiatto ferito da cui, una volta toccato, fuoriesce lo spirito della regina La che entra nel suo corpo. Incapace di tornare da Opar da sola nel corpo di Jane, La si rivolge a Tarzan, il quale percepisce subito che c'è qualcosa di strano. La si rivolge a Dumont per farsi aiutare a raggiungere Opar, ma a un certo punto lo trasforma in un gibbone con lo scettro ritrovato. Con l'aiuto di Usula, un anziano Waziri che gli rivela che La faceva parte della sua tribù, Tarzan cerca di liberare Jane prima che La possa riportare in auge Opar. Dopo essersi impossessa del corpo di Tarzan, La finisce intrappolata nel corpo di un topo e presa da Usula, mentre Dumont viene riportato alla forma umana.

## Un pugno Mullargan
- Titolo originale: One Punch Mulligan
- Diretto da: Sean Bishop
- Scritto da: Gary Sperling

L'arrogante e prepotente campione di boxe dei pesi massimi "Un Pugno" Mullargan, accompagnato dal suo manager e giornalista personale, visitano la giungla durante un safari. Quando Tarzan colpisce accidentalmente lo sportivo, egli chiede una rivincita, ma Tarzan rifiuta. Tuttavia, "Un Pugno" è testardo e cerca un modo per indurre Tarzan in una rissa.

## L'anello mancante
- Titolo originale: The Missing Link
- Diretto da: Victor Cook
- Scritto da: David Slack

Philander torna in Africa con due teppisti per catturare Tarzan, considerato un anello mancante, in un ultimo disperato tentativo di pagare i suoi creditori. Dato che non hanno ancora trovato Tarzan, Philander spaccia il professor Porter, che si sta dondolando tra le liane, per l'anello mancante. Dopo alcune peripezie, i creditori vengono messi in fuga da Mabaya, mentre Philander rinuncia a competere con il professor Porter.

## L'evasione
- Titolo originale: The Prison Break
- Diretto da: Troy Adomitis
- Scritto da: Madellaine Paxson

Tarzan aiuta Hugo e Hooft a raccogliere degli ingredienti speciali per la loro salsa piccante. La salsa diventa popolare presso la legione straniera francese, così il luogotenente colonnello Staquait scopre che i due sono ancora vivi e giura che stavolta non gli sfuggiranno. Tarzan raggiunge la prigione, chiamata Cape Doom, dove sono rinchiusi Hugo e Hooft, ma viene catturato e imprigionato anche lui. Jane contatta il magistrato per risolvere la questione una volta per tutte, ma dato che non è disponibile fa travestire Dumont da magistrato così da ottenere la liberazione definitiva dei tre.

## La piuma dell'aquila
- Titolo originale: The Eagle’s Feather
- Diretto da: Nick Filippi
- Scritto da: David Slack

Tarzan e Jane sono invitati al villaggio dei Waziri per il matrimonio tra Basuli e Naoh. Come parte dell'antico rito matrimoniale, Basuli deve viaggiare su un'alta montagna e riportare indietro una piuma d'aquila, inoltre gli viene permesso di portare con sé una persona e sceglie Tarzan, il che fa arrabbiare Muviro. Quest'ultimo invidia Basuli in quanto destinato ad essere il capo dei Waziri e sposo di Naoh, e lo segue durante il viaggio, sabotandolo, e tentando perfino di uccidere lui e Tarzan. Basuli però riesce a sconfiggerlo, lo esilia dalla tribù per i suoi crimini, poi torna al villaggio per sposarsi con Naoh.

## Un favore da ricambiare
- Titolo originale: The Face From the Past
- Diretto da: Victor Cook
- Scritto da: Gary Sperling

Zutho, un ombroso mandrillo conosciuto da Tarzan in gioventù, ritorna chiedendo a Tarzan di trattare con alcune scimmie urlatrici fastidiose che tengono svegli lui e i suoi amici durante la notte, un favore che sostiene gli sia dovuto in quanto ha custodito un segreto per 20 anni. Gran parte di questo episodio si svolge in flashback, con Terk che racconta a Jane gli eventi che hanno permesso a Zutho di ottenere un tale ascendente su Tarzan: mentre quest'ultimo stava insegnando a Zutho e ai suoi amici come costruire delle lance, e mentre stava levigando una pietra alcune scintille colpirono le piante e scoppiò un incendio che rischiò di distruggere la giungla, e che fu spento solo dalla pioggia; Zutho promise a Tarzan, che temeva la reazione di Kala, di non farne parola in cambio di un futuro favore. Tarzan sta per scagliare una lancia contro le scimmie urlatrici, ma Jane lo ferma e Tarzan finalmente confessa a Kala ciò che fece, ricevendo il suo perdono.

## Nemici leali
- Titolo originale: The Caged Fury
- Diretto da: Dave Bullock
- Scritto da: Ken Koonce e David Weimers

Niels e Merkus sono due cercatori di diamanti che tornano nella giungla per estrarne altri, e Tarzan è d'accordo fintanto che staranno lontano dai gorilla. Niels e Merkus vengono attaccati da Tublat, che catturano e pianificano di sfruttare per guadagnare soldi. Tarzan è deciso a liberare Tublat, nonostante il loro passato scontro e le proteste di Terk. Dopo aver liberato Tublat, Tarzan e i cercatori di diamanti rischiano di cadere dal treno in corsa, ma vengono salvati da Terk.

## Una vendetta da cancellare
- Titolo originale: The Gauntlet of Vengeance
- Diretto da: Don MacKinnon
- Scritto da: Jacob Motz, Madellaine Paxson e Michael Ryan

Lady Waltham, sorella del defunto Clayton, è in cerca di vendetta e ordina al suo maggiordomo Hobson di rapire Jane, Tantor, Terk e il professor Porter, separandoli l'uno dall'altro ed esponendo ciascuno a un pericolo mortale. Lady Waltham inietta a Tarzan un veleno fatale tramite cerbottana e lo informa che l'antidoto si trova lontano su una montagna lontana che ha soprannominato Clayton's Peak: fa questo perché vuole fargli capire cosa si prova a perdere una persona amata. Tuttavia quando Tarzan, seppur avvelenato e in gravi condizioni, combatte contro le pantere nere Nuru e Sheeta per salvarla riuscendo nell'intento, è lei stessa a curarlo facendogli ingerire l'antidoto. Addolorata dai sensi di colpa chiede perdono a Tarzan, avendo capito che non avrebbe mai potuto uccidere suo fratello di propria mano, ed egli accetta le sue scuse.

## L'ispirazione
- Titolo originale: The Mysterious Visitor
- Diretto da: Don MacKinnon
- Scritto da: Madellaine Paxson

Lo scrittore Edgar Rice Burroughs ha un disperato bisogno di ispirazione per il suo prossimo romanzo, e la trova in un articolo di giornale su Tarzan, definito l'«anello mancante». Successivamente incontra Samuel T. Philander, Hugo e Hooft e Renard Dumont, i quali gli parlano dei loro primi incontri con Tarzan. Quindi, Ed si dirige nella giungla per incontrare Tarzan di persona. Grazie alle informazioni ricavate pubblica uno dei suoi romanzi più conosciuti: Tarzan delle scimmie.
- Nota: questo episodio è famoso soprattutto per il tema di un personaggio letterario che incontra il suo creatore originale, così come per il fatto che è quasi completamente composto da flashback dei precedenti episodi della serie.

## La vendetta di Tublat
- Titolo originale: Tublat’s Revenge
- Diretto da: Victor Cook
- Scritto da: Randy Rogel

Un violento temporale costringe Tarzan, Jane e il resto della famiglia di gorilla a cercare rifugio nelle grotte vicine. Raggiunta una grotta, i gorilla credono di essere al sicuro, ma scoprono che quella è diventata la dimora anche di Tublat, un gorilla dal temperamento violento che era stato esiliato molti anni prima da Kerchak. Sebbene Tarzan non sia fisicamente forte quanto Tublat, grazie alla sua astuzia e ingegnosità superiori riesce a sconfiggerlo. Tarzan scolpisce una statua in onore di Kerchark, dichiarando che proteggerà la sua famiglia.
- Nota: poiché questo episodio raffigura il primo incontro dei gorilla con l'esiliato Tublat, è probabile che appartenga cronologicamente ai primi episodi della serie.

## Un indimenticabile picnic
- Titolo originale: The British Invasion
- Diretto da: Don MacKinnon
- Scritto da: Mirith Colao

Le tre amiche di Jane, Greenley, Hazel ed Eleanor, arrivano e presumono che Jane abbia bisogno di essere salvata. Con loro sorpresa scoprono che invece Jane intendeva restare con Tarzan invece che tornare da loro. Per dimostrare che non è cambiata, Jane le porta a fare un picnic in stile britannico (Tarzan non vuole fingere di essere civilizzato e unirsi a loro), ma quando Nuru e Sheeta tendono loro un'imboscata e inseguono le quattro ragazze nella giungla, Tarzan giunge in loro soccorso.

## Un diamante per Jane
- Titolo originale: The Volcanic Diamond Mine
- Diretto da: Victor Cook
- Scritto da: John Behnke, Rob Humphrey e Jim Peterson

Johannes Niels e Merkus arrivano in cerca di diamanti in un vulcano, e Tarzan li guida a condizione che possa prenderne uno da regalare a Jane. Preoccupata per Tarzan, Jane e i loro amici seguono le sue tracce. Dopo che Niels e Merkus si rivoltano contro Tarzan e lo intrappolano insieme a Jane e al professor Porter, i protagonisti lottano per uscire dal vulcano in eruzione, riuscendo a fuggire alla lava che scorre reggendosi sopra a un blocco roccioso. Tarzan salva anche Niels e Merkus, che tornano a casa senza il bottino. Jane spiega a Tarzan che è lui il suo "diamante", ma Tarzan gliene mostra uno che era riuscito ad afferrare prima che cadesse nella lava con i restanti.

## L'amico d'infanzia
- Titolo originale: The Flying Ace
- Diretto da: Victor Cook
- Storia di: David Bullock, Adam Van Wyk e Jess Winfield
- Scritto da: Jess Winfield

Robert Canler, aviatore e amico d'infanzia di Jane, le fa visita. Tarzan ne ha immediatamente una brutta opinione, forse dovuta alla gelosia. Robert sta cercando un carillon che aveva consegnato a Jane e che si rivela essere una macchina crittografica: è stato quando Jane stava lasciando il Paese che l'Intelligence Britannica iniziò a braccarlo e decise di consegnarle il dispositivo, ma non aveva previsto che Jane rimanesse nella giungla. Un tempo, Robert era un fedele soldato del Regno Unito che però, durante il periodo di servizio, cedette all'avidità e divenne un doppiogiochista per conto di forze nemiche. Dopo aver scoperto la verità, Jane gli sottrae il dispositivo e fugge nella giungla, ma Robert la raggiunge. Nel frattempo, Tarzan salva un pilota della Royal Air Force, che stava inseguendo Robert, da Nuru e Sheeta. Mentre Tarzan cerca di fermare Robert distraendolo dalla guida, l'aereo si avvicina al bordo di una cascata e Robert, pur potendo allontanarsi in sicurezza, decide di dare la priorità al salvataggio di Jane (alla quale comunque continua a voler bene), pur aspettandosi di essere arrestato dal pilota della RAF, come avviene poco dopo, dimostrando di potersi in qualche modo redimere. Jane dà l'addio a Robert, ma lui risponde che è solo un arrivederci, e Tarzan ammette che in fondo c'è del buono in lui.